# Carebaco Juniors 2014
Das Carebaco Juniors 2014 als bedeutendstes internationales Nachwuchsturnier des Badmintonverbandes CAREBACO fand vom 11. bis zum 15. August 2014 in Kingston in Jamaika statt.

## Sieger und Platzierte
| Disziplin    | Gold                         | Silber                           | Bronze                        |
| ------------ | ---------------------------- | -------------------------------- | ----------------------------- |
| Herreneinzel | Samuel Ricketts              | Sean Wilson                      | Will Lee                      |
| Herreneinzel | Samuel Ricketts              | Sean Wilson                      | Naim Mohamed                  |
| Dameneinzel  | Katherine Wynter             | Kristi Reno-Singh                | Dematra Mew                   |
| Dameneinzel  | Katherine Wynter             | Kristi Reno-Singh                | Jade Clarke                   |
| Herrendoppel | Samuel Ricketts Sean Wilson  | Tremar Barham Shane Wilson       | Cory Fanus Sabeel Foster      |
| Herrendoppel | Samuel Ricketts Sean Wilson  | Tremar Barham Shane Wilson       | Kenneth Anglin Erin Bailey    |
| Damendoppel  | Jade Clarke Katherine Wynter | Dematra Mew Christina Petri      | -                             |
| Mixed        | Sean Wilson Jade Clarke      | Samuel Ricketts Katherine Wynter | Kenneth Anglin Dematra Mew    |
| Mixed        | Sean Wilson Jade Clarke      | Samuel Ricketts Katherine Wynter | Tremar Barham Christina Petri |
| Teams        | Jamaika                      | Trinidad und Tobago              | Suriname                      |